# Corchorus lasiocarpus
Corchorus lasiocarpus är en malvaväxtart. Corchorus lasiocarpus ingår i släktet Corchorus och familjen malvaväxter.

## Underarter
Arten delas in i följande underarter:
- C. l. lasiocarpus
- C. l. parvus